# Гайдамащук, Владимир Филиппович
Влади́мир Фили́ппович Гайдамащу́к (рум. Vladimir Gaidamaşchuc; род. 11 июня 1971, Бельцы) — советский и молдавский футболист, полузащитник.

## Карьера

### Клубная
Карьера Владимира Гайдамащука началась в клубе «Заря» из города Бельцы. В 1988 году он в 17 лет дебютировал за клуб в гостевом матче против «Витязя» из Витебска. Всего за 3 года в «Заре» Гайдамащук сыграл 51 матч и забил один гол. В 1991 играл в «СКА Одесса» во 2-й лиге «буферная зона». Сезон 1992 начал в молдавском «Буджаке», с которым занял третье место в первым чемпионате страны. В апреле 1992 год провёл одну игру за украинский клуб «Нива (Винница)», после чего снова был в составе «Буджака», которому в мае 1992 помог выиграть Кубок Молдавии (в финале повержен был «Тилигул» со счетом 5:0). Перед началом сезон 1992/93 его пригласил в «Тилигул» хозяин команды Григорий Корзун. Но уже с ноября 1992 играл за «Буковину». В апреле 1993, проведя последнюю игру на Украине, вернулся в «Тилигул». Фирма "Тилигул, занималась пошивом спортивной экипировки. Как вспоминал игрок позже, зарплату футболистам команды одно время выдавали контрафактными костюмами «Адидас» — из расчета 20 долларов за костюм. Сами игроки потом костюмы перепродавали по цене 40 долларов за костюм. В 1998 году Владимира признали лучшим футболистом Молдавии. После этого у него были варианты перехода в российские клубы «Крылья Советов», «Уралан» и «Локомотив», но из-за высоких отступных ему пришлось остаться в Молдавии. В 1999 году белорусский специалист Владимир Боровский возглавивший команду «Шериф»(Тирасполь) выразил заинтересованность в услугах игрока. В итоге его продали в «Шериф». В 2000 году провёл сезон в аренде в клубе «Агро». Летом 2001 он мог перейти в новороссийский «Черноморец», но переход не состоялся. В 2002 перешёл в челябинский «Лукойл». За этот клуб футболист отыграл два полных сезона во втором дивизионе. В 2004 году он ушёл в «Зенит». За три года он провёл 91 игру и забил 4 мяча. В 2007 года выступал в Первенстве России по третьей лиге за команду «Шахтёр» город Коркино. С 2009 по 2011 год играл в Челябинской области за клуб «Первомайский» из одноимённого посёлка.

### В сборной
За сборную Молдавии Владимир сыграл 47 матчей и забил 2 гола — сборным Румынии и Северной Ирландии.

### Тренерская
На середину 2011 года — тренер ФК «Челябинск-МЕТАР».
В 2014—2015 годах — главный тренер ФК «Копейск».

## Достижения
- Серебряный призёр чемпионата Молдавии: 1992/93, 1993/94, 1994/95, 1995/96, 1997/98.
- Бронзовый призёр чемпионата Молдавии: 1996/97, 1998/99.
- Обладатель Кубка Молдавии: 1992, 1993, 1994, 1995, 1996

## Личная жизнь
Женат, имеет двоих детей, сын Сергей и дочь Елизавета